# 겨울왕국
《겨울왕국》(Frozen)은 2013년 미국 월트 디즈니 애니메이션 스튜디오에서 제작한 3D 컴퓨터 애니메이션 뮤지컬 판타지 코미디 영화이자 천만 관객 돌파 영화이다. 영화의 주인공은 통제할 수 없는 마법의 힘을 타고난 어린 엘사와 달리 마법을 가지지 않은 동생 안나다. 대략적인 줄거리는 아무에게도 들켜선 안되는 마법의 비밀을 들킨 엘사가 나라를 떠나게 되자 왕국에 위기가 닥치고, 적극적인 성격의 동생 안나는 자신의 자매와 왕국을 구원하기 위해 모험을 떠나게 된다는 이야기이다. 영화의 모티브는 한스 크리스티안 안데르센의 동화 《눈의 여왕》이지만 이야기의 구성은 많이 다르다.
미국은 2013년 11월 27일에, 노르웨이는 2013년 12월 25일에, 대한민국은 2014년 1월 16일에 개봉하였다. 개봉 이후 디즈니 르네상스 시대 이래 최고의 뮤지컬 애니메이션 영화라는 비평을 받았다. 골든 글로브 애니메이션상, 아카데미 장편 애니메이션상과 주제가상 등을 수상했다. 대한민국의 관객 수는 역대 영화(2014년 기준) 중 열한 번째, 외화로는 두 번째로 천만 명을 돌파하였고, 애니메이션 영화로는 처음으로 천만 명을 돌파하였다. 세계의 매출은 역대 영화 중에 다섯 번째로 많이 기록하였고, 2013년에 개봉한 영화들과 역대 애니메이션 영화 중에는 가장 많이 기록하였다.

## 줄거리
아렌델 왕국의 공주 엘사는 눈과 얼음을 만드는 마법을 가지고 태어났다. 어느 날 밤, 엘사는 자신의 마법을 이용해 동생 안나와 놀다가 실수로 안나의 머리에 치명상을 입히게 된다. 아렌델 왕국의 왕과 왕비는 트롤들에게 도움을 요청해 다친 안나를 치료하고,마법에 대한 기억을 지워버린다. 이후 왕과 왕비는 엘사와 안나를 분리시킨다. 이 사건으로 정신적으로 큰 충격을 받은 엘사는 자신이 마법을 못쓰도록 장갑을 끼고, 자신 때문에 또 다시 안나가 다칠까 봐 대부분의 시간을 자신의 방에서 보낸다. 안나와 엘사는 서로 떨어져 외롭게 성장하게 되고, 두 자매의 부모는 자매가 청소년기가 되었을 때 바다에서 폭풍우를 만나 조난 당한 이후 사망한다.
3년 후, 아렌델 왕국은 어른이 된 엘사의 대관식을 준비한다. 성 밖으로의 외출이 허용되자 흥분한 안나는 곧바로 마을을 돌아 다니다 서던제도 출신의 한스 왕자와 만나게 되고, 서로에게 호감을 갖게 된다. 대관식이 이어지는 동안, 한스 왕자는 안나에게 청혼을 하고 안나는 성급하게 한스 왕자의 청혼을 수락한다. 엘사가 안나의 결혼을 반대하자 두 자매는 말 다툼을 하게 되고, 갈등이 극에 달했을 때 안나가 실수로 엘사의 장갑을 벗기면서 엘사가 마법을 쓰게 되어 마법이 모두에게 알려지게 된다.
공황 상태에 빠진 엘사는 북쪽 산으로 달아나고, 그 과정에서 의도치 않게 왕국에 영원한 겨울을 가져온다. 들키지 않기 위해 자신의 능력을 억압할 필요가 없어진 엘사는 얼음 궁전을 만들고, 무심코 어린 시절에 만들었던 것과 똑같은 눈사람 올라프에게 생명을 불어넣는다. 안나는 언니와의 관계를 회복하고 겨울을 끝내기 위해 엘사를 찾아 아렌델로 돌아오게 하기로 결심한다. 안나는 오큰의 거래소에서 준비물을 챙기는 중에 얼음 배달부 크리스토프와 순록 스벤을 만난다. 그들은 안나에게 원하는 물건을 받은 대가로 북쪽 산으로 가는 길을 안내해주게 된다. 도중에 올라프를 만난 일행은 엘사가 그를 만들었음을 알게 되고, 올라프는 그들을 엘사의 궁전으로 데리고 간다.
엘사를 만난 안나는 왕국으로 돌아가자고 언니를 설득하지만, 엘사는 여전히 안나에게 상처를 입힐 것에 두려워 돌아가기를 거부한다. 안나의 집요한 설득에 엘사는 혼란에 빠지게 되고 뜻하지 않게 안나의 심장을 얼린다. 엘사는 거대한 눈 괴물을 만들어 안나와 크리스토프, 올라프를 쫓아낸다. 크리스토프는 안나의 머리카락이 하얗게 세는 것을 알아 차리고, 자신을 양자로 받아준 트롤 가족을 찾아가 도움을 청한다. 트롤들은 안나의 심장이 얼어붙었으며, "진정한 사랑의 행동"으로 녹이지 않으면 온 몸이 얼어 죽게 된다고 말한다. 한스 왕자와의 키스가 안나를 구할 수 있다고 생각한 크리스토프는 안나를 데리고 아렌델 왕국으로 돌아간다.
한스 왕자는 안나를 찾기 위한 수색대를 이루어 엘사의 궁전에 도착한다. 뜻하지 않은 싸움 끝에 엘사는 정신을 잃고, 성의 감옥에 갇힌다. 감옥에 찾아온 한스 왕자는 엘사에게 겨울을 끝내주기를 부탁하나, 엘사는 되돌리는 방법을 모른다고 고백한다. 왕국에 도착한 크리스토프는 안나를 성으로 보낸 후 왕국을 떠난다. 안나는 자신의 목숨을 구하기 위해 한스 왕자에게 키스를 청하지만 거절 당한다. 한스는 서던제도를 통치할 수 있는 기회를 얻지 못해 대신 아렌델의 왕좌를 차지하기 위해 안나를 사랑하는 척 했음을 밝힌다. 한스 왕자는 안나가 죽도록 내버려둔 채 떠난 후, 엘사를 사형시키고 아렌델 왕국을 지배할 계획을 세웠다고 악마에게 말한다. 그러고 안나가 있는 방의 모든 불을 끄고 안나를 방에 가두어 놓고 나가 신하들에게 안나가 죽어 슬픈 척 한다.
엘사는 사형 당하기 전에 감옥을 탈출하여 눈보라 속으로 도망친다. 올라프는 안나를 풀어주고 크리스토프가 안나를 사랑한다는 사실을 가르쳐준다. 둘은 크리스토프를 찾기 위해 크리스토프에게 간다. 한스 왕자는 엘사와 만나고, 안나가 엘사 때문에 살해됐다고 말한다. 엘사가 절망에 빠지자 눈보라가 그치고, 안나와 크리스토프가 서로를 발견해 닿을 수 있는 기회가 생긴다. 하지만 한스 왕자가 언니를 암살하려는 모습을 발견한 안나는 크리스토프를 만나지 않고 그들 사이로 뛰어들어 언니를 살리는 선택을 하고, 바로 그 순간 얼어붙어 한스의 공격을 막는다. 엘사는 자신을 위해 희생해 얼어버린 안나를 부여잡고 오열한다. 하지만 잠시 후 안나는 다시 녹게 된다. 언니를 위한 자기 자신의 희생이야말로 진정한 사랑의 행동이었던 것이다.
사랑이 자신의 능력을 조절할 수 있는 열쇠라는 것을 깨달은 엘사는 왕국을 녹여 여름을 되돌리고, 올라프를 여름에도 녹지 않을 수 있게 해준다. 한스 왕자는 서던 제도로 끌려가 저지른 일에 대한 처벌을 받게 된다. 안나와 크리스토프는 진실된 사랑에 빠지고, 두 자매는 화해하게 되며, 엘사는 다시는 성문을 닫지 않을 것이라 약속한다.

## 아렌델 왕국
아렌델 왕국은 겨울왕국의 나라이다. 겨울왕국 극장판 애니메이션에서 나오는 나라이며 안나, 올라프, 크리스토프, 스벤, 엘사 등이 산다.

## 성우진
| 배역               | 영어판 | 한국어판                                                                 |
| ------------------ | --- | ------------------------------------------------------------------------ |
| 안나               | 크리스틴 벨 리비 스투벤라우치(어린 시절) 케이티 로페즈(어린 시절/노래) 애거사 리몬(10대 시절/노래) 엘리자베스 라일(드라마판 원스 어폰 어 타임) | 박지윤 김에스더(어린 시절) 윤시영(어린 시절/노래) 이지민(10대 시절/노래) |
| 엘사               | 이디나 멘젤 에바 벨라(어린 시절) 스펜서 레이시 개너스(10대 시절) 조지나 헤이그(드라마판 원스 어폰 어 타임)                                     | 소연 박혜나(노래) 이재인(어린 시절) 김미랑(10대 시절)                    |
| 크리스토프         | 조나단 그로프 스캇 마이클(드라마판 원스 어폰 어 타임)                                                                                          | 장민혁 정상윤(노래)                                                      |
| 올라프             | 조시 개드 | 이장원                                                                   |
| 한스               | 산티노 폰타나 | 최원형 윤승욱(노래)                                                      |
| 위즐턴 공작        | 앨런 터딕 | 장승길                                                                   |
| 패비               | 키어런 하인즈 | 노민                                                                     |
| 오큰               | 크리스 윌리엄스 | 김환진                                                                   |
| 불다               | 마이아 윌슨 | 정영주                                                                   |
| 아렌델의 왕        | 모리스 라마체 | 정승욱                                                                   |
| 마시멜로           | 폴 브리그스 | 시영준                                                                   |
| 겔다               | 에디 매클러그 | 이진화                                                                   |
| 카이               | 스티브 J. 앤더슨 | 서문석                                                                   |
| 한스 왕자의 신하   | | 윤세웅                                                                   |
| 한스 왕자의 경호원 | | 한복현 박상훈                                                            |
| 마을 사람          | | 김소희                                                                   |

- 한국어 제작 : Disney Character Voices International Inc.

## 제작

### 캐스팅
2012년 3월 5일 배우 크리스틴 벨이 안나의 성우 역으로 캐스팅되었다. 영화 감독 리는 벨의 목소리 연기에 자신이 어렸을 적 들었던 "Part of Your World"를 비롯한 《인어 공주》의 몇몇 노래로부터 영향을 받았다고 말했다. 벨은 임신 시기 동안 녹음을 완료했는데, 몇몇 부분은 출산을 하고나서 완료했다. 크리스틴 벨에게 안나와 가까워지는 법에 대해 물어봤는데, "영화를 사람들에게 보여줄 것을 생각하면 정말 흥분된다. 나는 어렸을 때 좋아했던 영화의 일부가 되었다"라고 대답했다. 이어 "난 항상 디즈니 애니메이션을 좋아하지만, 여주인공들은 나에게는 비현실적으로 다가왔다. 그들은 너무 태도가 분명하고 말을 조리있게 하는데, 나는 안나를 훨씬 더 공감하기 쉽고, 기이하며, 산만하고, 흥분을 잘 하고 서툴게 만들었다고 생각한다. 난 그 점이 자랑스럽다"라고 말했다.
《겨울왕국》은 약간 여성주의적인 디즈니 영화이다. 영화에는 여러 가지 의미가 있겠지만, 자매의 본질에 대한 것이다. 이 두 여자는 서로 경쟁을 하고 있는 것처럼 보이면서도 항상 서로를 보호하려고 노력하는, 자매는 매우 복잡한 관계이다. 이런 멋진 관계는 특히 어린 아이들을 위한 영화가 가지는 의미이다.
브로드웨이의 베테랑 배우 이디나 멘젤은 엘사 역을 맡았다. 멘젤과 벨은 감독과 처음 대본 리딩에서 깊은 인상을 얻었다고 한다. 2012년 12월에서 2013년 6월 사이 크리스토프의 조나단 그로프, 듀크의 알란 터딕, 한스왕자의 산티노 폰타나, 올라프의 조시 게드 등을 포함 나머지 역할의 캐스팅이 발표되었다.
2012년 11월 30일 《주먹왕 랄프》의 시나리오 작가 중 한 명이였던 제니퍼 리가 크리스 벅과 함께 공동 감독으로 참여한다고 발표했다. 영화제작사는 처음에 리를 《주먹왕 랄프》와 함께 시나리오 작가로 고용했었다. 하지만 리는 영화의 사전 제작 과정에서 감독 크리스 벅과 작곡가 로버트 로페즈, 크리스틴 앤더슨 로페즈와 협력하면서 많은 부분에 참여했다. 제니퍼 리는 월트 디즈니 애니메이션 스튜디오가 제작한 장편 애니메이션 영화에 여자로서는 처음으로 감독을 맡았다.
엘사의 변신장면은 디즈니의 한국인 아티스트 유재현에 의해 만들어졌다.

### 음악
《겨울왕국》의 사운드트랙은 로버트 로페스와 크리스틴 앤더슨 로페스가 작사 · 작곡하였다. 2013년 8월 디즈니 D23 행사에서 주제곡 〈Let It Go〉를 공개하였다. 주제가는 데미 로바토가 부르는 "Let It Go"가 사용된다. 2013년 2월 작곡가 크리스토프 벡이 영화 음악을 맡은 것으로 발표되었다.

## 개봉

### 극장 개봉

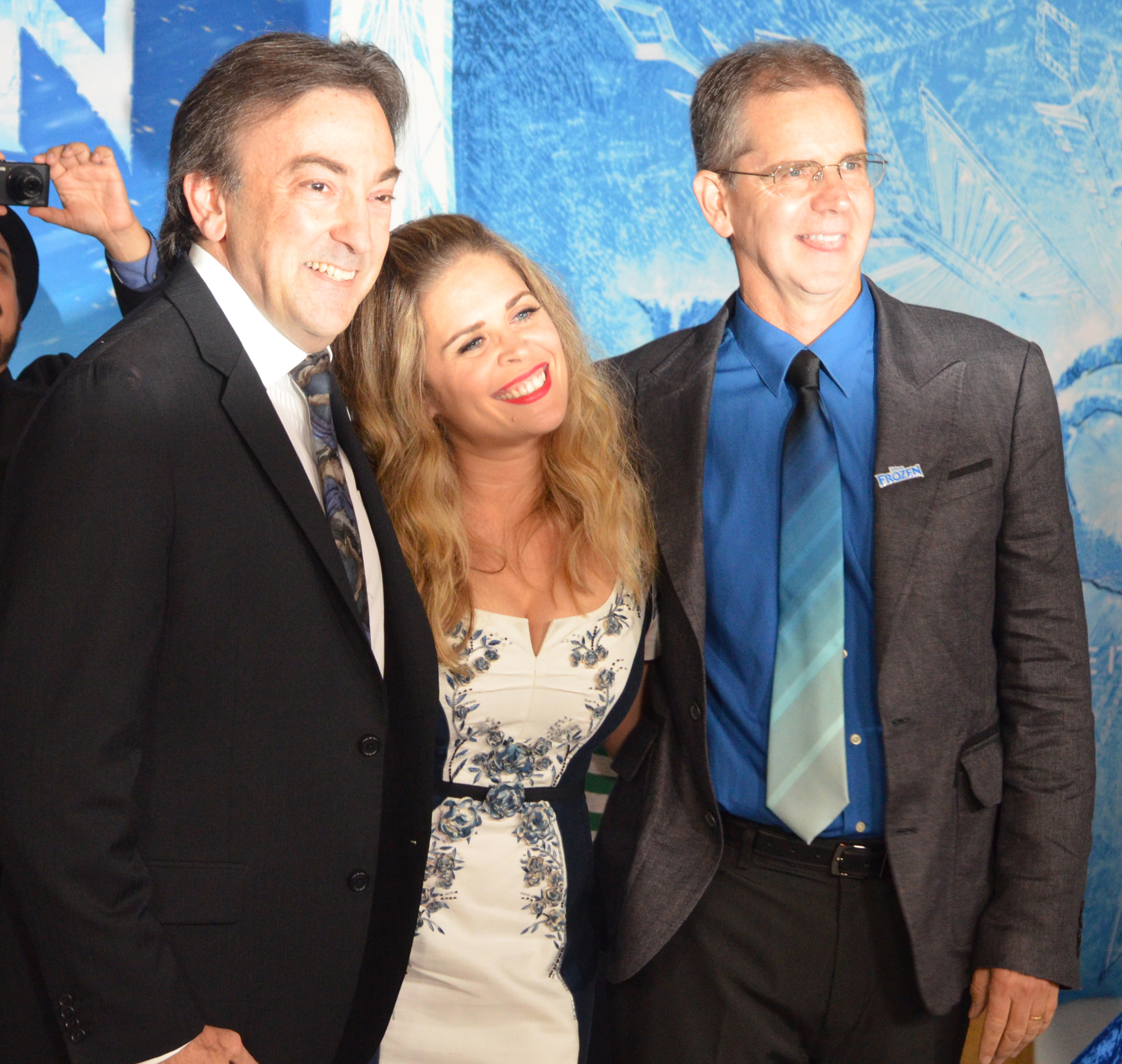
캘리포니아주 할리우드에 있는 엘 캐피턴 극장의 영화 프리미어에서 피터 델 베초, 제니퍼 리, 크리스 벅.

《겨울왕국》은 2013년 11월 27일 미국 전역에서 미키 마우스 단편 애니메이션 영화 《말을 잡아라!》와 함께 개봉되었다. 초연은 2013년 11월 19일 캘리포니아주 할리우드 엘 캐피턴 극장에서 열렸다. 《겨울왕국》은 디즈니랜드의 판타지랜드, 디즈니 캘리포니아 어드벤처의 월드 오브 컬러, 엡콧의 노르웨이 파빌리온, 디즈니랜드 파리의 디즈니 드림스!와 같은 디즈니 테마파크에서 홍보되었다. 2013년 11월 6일 디즈니 컨슈머 프로덕츠는 디즈니 스토어와 기타 매장을 통해 영화와 관련된 장난감과 상품을 팔기 시작했다. 《겨울왕국》 티저 예고편은 2013년 6월 18일 공개되었고 공식 트레일러는 9월 26일 공개되었다.

### 홈 미디어
미국에서 디지털 다운로드는 2014년 2월 25일에 구글 플레이, 아이튠즈, 아마존 등을 통해 발매되었다. 블루레이 디스크와 DVD는 2014년 3월 18일에 월트 디즈니 스튜디오 홈 엔터테인먼트를 통해 발매되었다. 블루레이 디스크에는 제작 과정, 감독의 해설이 포함된 4개의 삭제된 장면들, 디즈니 단편 영화 《말을 잡자!》, 데미 로바토, 마르티나 스토셀, 마샤 밀란 론도흐 버전의 〈Let It Go〉 뮤직비디오가 담겨져 있다.

## 반응

### 세계 박스오피스
《겨울왕국》은 오프닝 주에 세계적으로 1억 1,060만 달러의 매출을 올렸다. 개봉 101일째인 2014년 3월 2일에 누적 매출 10억 달러를 돌파했는데, 역대 영화로는 18번째, 시리즈가 아닌 영화로는 다섯 번째, 애니메이션 영화로는 2번째이다. 3월 30일에는 누적 10.72억 달러로 토이 스토리 3의 10.63억 달러를 넘어 가장 많은 매출을 올린 애니메이션 영화가 되었다. 5월 26일에는 누적 12억 1930만 달러로 아이언맨 3의 12억 1540만 달러를 넘어, 2013년 개봉 영화 중에 가장 많은 매출을 올린 영화,
역대 5번째로 많은 매출을 올린 영화가 되었다. 2014년 8월 8일까지 $1,274,219,009의 매출을 기록하고 있고, 국가별로는 미국과 캐나다 4.00억 달러, 일본 2.48억 달러, 한국 0.76억 달러, 영국 0.65억 달러 순으로 많은 매출을 기록하고 있다.
미국과 캐나다에서는 $400,738,009의 매출을 기록했는데, 4억 달러 돌파는 역대 영화 중에 19번째, 애니메이션 영화 중에 4번째이다. 추수감사절 전날인 2013년 11월 27일 수요일에 개봉하여 주말 3일간 6739만 달러의 매출을 올려 주말 2위를 하였으나, 2주차, 6주차 주말에는 1위를 하였고, 16주 연속 주말 Top 10을 하며(2002년 이후 최장 기록) 장기간 흥행하였다.
일본에서는 2014년 3월 14일 개봉하여 8월 25일까지 매출 254.3억 엔, 관객 2,000만 명을 기록하고 있는데, 일본에서 매출 200억엔 돌파는 12년만이고, 250억엔 돌파는 역대 3번째이며, 관객수 천만명 돌파는 6년만이고, 2천만명 돌파는 역대 2번째이다. 첫주말 2일간 60만 명을 동원하고 7.6억 엔의 매출을 올렸으나, 주말 관객수 1위를 15번(매출은 16주 연속) 하였다.
2014년 3월 30일 기준으로 한국, 덴마크, 베네수엘라에서 가장 많은 매출을 올린 애니메이션 영화, 27개 지역(러시아, 브라질, 중국 등 포함)에서 가장 흥행한 디즈니, 픽사 애니메이션 영화가 되었다.

### 대한민국에서의 반응
대한민국에서 《겨울왕국》은 2014년 1월 16일에 개봉하였다. 이미 불법 고화질 영상이 유출되어 흥행우려가 있었으나, 목요일 개봉 첫날 관객수 16만 명을 동원하여 변호인을 밀어내고 1위를 하였고, 첫주말 3일간 103만 명(누적 120만 명)을 동원하였다. 개봉 2주차 주말에는 첫주말보다 많은 124만(누적 312만)을 동원하였다. 설 연휴인 3주차 주말에는 165만명(누적 601만명)을 동원하였는데, 설날인 금요일에는 수상한 그녀에 밀려 처음으로 일일 관객수 1위를 내주었지만, 개봉 17일차인 다음날에는 500만명을 돌파하고 쿵푸팬더 2의 506만명을 넘어 역대 가장 흥행한 애니메이션 영화가 되었다. 4주차 주말에는 117만(누적 780만), 5주차 주말에는 74만(누적 895만) 명을 동원하였다. 개봉 33일차에는 아이언맨 3의 900만명을 넘어 아바타 다음으로 가장 흥행한 외화가 되었으며, 개봉 46일차 3월 2일 오전 11시20분에는 역대 11번째로 1,000만 관객을 돌파한 영화가 되었다. 8월 31일까지 관객수 1,029만 6,101명, 매출 824억 6,150만 4,400원을 기록하였다.
| 흥행수익 = $1,274,219,009
상영타입별 관객 비율은 자막 59.6%, 더빙 40.4%, 3D 17.8%, 4D 5.4%이다. 자막판뿐만 아니라 전문 성우와 뮤지컬 배우들을 기용한 한국어 더빙판도 좋은 반응을 얻었다. 4DX 관객수는 55만 4,754명으로 이전 1위였던 《그래비티》의 25만 5,499명을 넘어 국내 최초로 50만 명을 돌파하였다. 영화 상영 중 노래를 따라부를수있는 싱어롱(Sing-Along)버전이 3월 6일 개봉하였다. 다양한 버전이 재관람 열풍을 일으키고 관객을 더 끌어모았다.
또한 흥행에는 주제곡도 한몫하였다 특히 대한민국에서는 개봉하지 얼마 안 돼서 2014년 1월 19일 겨울왕국 주제곡인 〈Let It Go〉가 각종 음원차트에서 1위를 하였으며 그외에도 "Do you want to build a snowman", "For the first time in forever", "Love Is An Open Door" 등 주제곡들이 각종 10위권안에 들면서 유명해졌다.
각종 겨울왕국 패러디도 인터넷상과 방송상에서 유행하면서 흥행을 이끌었다.
관련 커뮤니티 사이트인 디시인사이드 겨울왕국 갤러리는 2014년 5월 27일 기준으로 누적 게시물 수가 155만 개에 달할정도로 인기를 모았다. 각종 관련서적들과 기념품, 악세사리들도 인기를 얻었다.
《겨울왕국》은 여러 시상식의 애니메이션 작품상 부문과 극중 노래인 〈Let It Go〉와 관련된 주제가상 부문에서 많은 수상을 했다. 제86회 아카데미상에서 장편 애니메이션상과 주제가상을 받았다. 제71회 골든글로브상에서 애니메이션상을 받았고 주제가상에서는 후보에 올랐다. 영국 아카데미 영화상(BAFTA)에서도 애니메이션상을 받았다. 이 외에 애니상 5개 부문(애니메이션상, 감독상, 음악상 등 포함), 크리틱스 초이스 영화상 애니메이션상, 오리지널 노래상 등을 수상했다.

## 기타
그러나 겨울왕국 초기 설정에서의 엘사와 안나는 지금과는 완전히 다른 성격을 가진 캐릭터였다. 트롤들은 예언을 하는 존재들이었고, 엘사와 안나는 아렌델 왕국의 공주들이었다. 엘사는 항상 첫째, 즉 트롤들의 예언의 주인공으로써 모두의 관심을 받는 아이였지만 안나는 항상 자신을 '덤(spare)'이라고 칭하며 자신과 엘사를 비교하게 된다. 이 둘의 사이는 지금 겨울왕국의 스토리와는 다르게 좋지 않았으며 엘사의 초기 캐릭터는 흑발의 날카로운 눈매를 가진 디즈니 특유의 악당 캐릭터를 가지고 있다. 또한 안나가 성을 떠나 혼자 사는 엘사의 성으로 찾아와 다시 돌아오라며 설득을 하는데, 이 과정에서 안나가 엘사에게 다시 장갑을 끼고 초능력을 숨기며 살면 예전의 일상으로 돌아갈 수 있을 것이라고 얘기하게 된다. 그 말에 엘사는 화가 나고 자매의 사이는 더욱 더 안 좋아지게 된다. 물론 나중에 화해하게 되지만 영화보다 더 어둡고 무거웠던 내용이라고 짐작된다. 겨울왕국의 초기 설정은 영화 보다 '눈의 여왕' 동화에 더 가까웠을 것이라고 추정된다. 또한 삭제된 스토리에 쓰였던 ost를 통해 초기 버전 스토리를 알 수 있다.

## 같이 보기
- 겨울왕국2
- 애니메이션 영화 매출 순위 목록